# Vladimír Záhorský
Vladimír Záhorský (* 10. dubna 1953 Podbořany) je český politik a lékař, v roce 1992 československý poslanec Sněmovny národů Federálního shromáždění, v letech 2000 až 2008 zastupitel Ústeckého kraje, v letech 2006 až 2014 zastupitel města Podbořany, bývalý člen ODS.

## Biografie
Působí jako dětský lékař. Po sametové revoluci se politicky angažuje. V roce 1991 patřil mezi zakládající členy ODS na Lounsku. Účastnil se ustavujícího zasedání strany 9. dubna 1991 v Žatci. Ve volbách roku 1992 byl zvolen za ODS, respektive za koalici ODS-KDS, do české části Sněmovny národů (volební obvod Severočeský kraj). Ve Federálním shromáždění setrval do zániku Československa v prosinci 1992. Zasedal v zahraničním výboru FS. Zároveň působil v roce 1992 jako delegát ČSFR při Radě Evropy.
V letech 1991-2001 byl předsedou místního sdružení ODS v Podbořanech. Od roku 2000 působil na postu předsedy oblastního sdružení ODS Louny. V krajských volbách roku 2000 a V krajských volbách roku 2004 byl zvolen do zastupitelstva Ústeckého kraje, přičemž v období let 2004-2008 navíc zasedal v krajské radě. Od roku 2005 zastává funkci místopředsedy regionální rady ODS v Ústeckém kraji. Od roku 2006 je rovněž členem zastupitelstva města Podbořan, kam byl zvolen v komunálních volbách roku 2006 a opětovně v komunálních volbách roku 2010 (již předtím sem neúspěšně kandidoval v komunálních volbách roku 1994, 1998 a 2002). V sněmovních volbách v roce 2010 neúspěšně kandidoval do parlamentu. Po volbách rezignoval kvůli neúspěchu ODS v tomto regionu na post místopředsedy regionálního sdružení. Další funkce v ODS si ponechal.
Později z ODS vystoupil a v komunálních volbách v roce 2014 kandidoval jako nestraník za hnutí NEZÁVISLÍ do Zastupitelstva města Podbořany, ale neuspěl a mandát zastupitele města tak neobhájil.
Ve volbách do Senátu PČR v roce 2014 kandidoval jako nestraník za hnutí NEZÁVISLÍ v obvodu č. 6 – Louny. Se ziskem 3,15 % hlasů skončil na posledním 8. místě a do druhého kola nepostoupil.